# Thomas Eisfeld
Thomas Eisfeld (ur. 18 stycznia 1993 we Finsterwalde) – niemiecki piłkarz występujący na pozycji pomocnika, obecnie bez klubu. Wychowanek Borussii Dortmund, w trakcie swojej kariery grał także w takich zespołach, jak Arsenal, Fulham oraz VfL Bochum. Młodzieżowy reprezentant Niemiec.